# Огън на свети Елм (филм)
 Тази статия е за американския филм.  За природното явление вижте Огън на свети Елм.  
Огън на свети Елм е американски филм от 1985 година, типичен представител жанра на Брат Пак, в който се разказва за група приятели, които току-що са завършили университета Джорджтаун и всеки от тях посвоему се опитва да се адаптира към новия начин на живот и работа. Техните отношения са странно и интересно преплетени. Всеки един от героите преживява лична драма, свързана с любов, работа, наркотици и други пристрастия. Името на филма „Огън на свети Елмо“ идва от названието на бара, в което те се срещат. Макар че част от поведението им е все още детинско и отчасти безотговорно, постепенно всеки един от тях разбира, че идва време, когато трябва да порастнат и че раздялата е неизбежна.